# Zygmunt Smalcerz
Zygmunt Antoni Smalcerz (8 de junho de 1941, em Bestwinka, Śląskie) é um polonês, campeão mundial e olímpico em halterofilismo.
Zygmunt Smalcerz competiu na categoria até 52 kg e foi campeão do mundo em 1971, 1972 e 1975; olímpico em 1972. Foi vice-campeão em 1970 e ficou com o bronze em 1973. Nos Jogos Olímpicos de 1976, não concluiu a prova. Foi ainda quatro vezes campeão europeu — 1971-72 e 1974-75.
É um membro ativo do Comité Olímpico Polonês.
Em 2002 foi eleito para o Weightlifting Hall of Fame.